# Distrito de Caja
El distrito de Caja es uno de los ocho que conforman la provincia de Acobamba, ubicada en el departamento de Huancavelica, en el Sur del Perú.

## Historia
El distrito fue creado mediante Ley del 2 de enero de 1857, en el gobierno del Presidente Ramón Castilla. Su nombre completo es Caja Espíritu Santo.
En el año 1955, la señora Octavia Venancia Oré Araujo, fue elegida como alcaldesa, la primera en el Perú, de Caja.
Cada año en el mes de febrero se celebra el Carnaval Cajino, uno de los más importantes y famosos carnavales de Huancavelica y de la sierra sur-central.
En 1940, tenía una población de 4,547 personas. En 1993, la población había bajado a 2,973 habitantes. Hoy en día se encuentra en 1,842.

## Geografía
El distrito tiene una superficie de 82,39 km². Su capital es el poblado de Caja.
Caja tiene 2 centros poblados, los cuales son Pomacancha y Huanccallaco, además de encontrar comunidades campesinas los cuales son: Ayoccocha, Yuraccancha, Toccto, Pisquiri, Rurunmarca, Ccasancca y Cangar.

## Autoridades

### Municipales
- 2011-2014[3]
  - Alcalde: Hernán Arcenio Fernández León, Movimiento Independiente Regional Unidos Por Huancavelica (UxH).
  - Regidores:  César Rúa Barbarán (UxH), Edgar Gálvez Quispe (UxH), Lucy Gamboa Areche (UxH), Medardo Ceverino Villafuerte Barrientos (UxH), Darwin De La Vega Rojas (Ayni).

### Religiosas
- Obispo de Huancavelica: Monseñor Isidro Barrio Barrio (2005 - ).

## Turismo
Como una nota especial, es importante destacar que en el poblado de Pomacancha existen lugares turísticos muy importantes (pinturas rupestre y restos pre-inca) que son poco conocidos y concurridos inclusive por los mismos peruanos. Puede visitarlo virtualmente a través de los siguientes links: http://www.youtube.com/watch?v=9_AFh4nbzMk  y 
http://www.youtube.com/watch?v=kNP0XZXI8Tk